# Margarita Shtarkelova
Margarita Shtarkelova (en bulgare Маргарита Щъркелова), née le 5 juillet 1951, est une joueuse bulgare de basket-ball, médaillée de bronze aux Jeux olympiques d'été de 1976. 

## Palmarès
- Médaillée de bronze olympique 1976
- Médaillée d'argent du championnat d'Europe de basket-ball féminin 1972
- Médaillée de bronze du championnat d'Europe de basket-ball féminin 1976